# 义乌机场
義烏機場是一座位於中國浙江义乌的軍民合用機場。义乌机场距义乌市中心5.5公里，是華東地區首座縣級民航機場，浙江中西部地區最繁忙的航空港，飛行區技術等級4D，可起降麥道MD-80系列、波音757、波音737、空中巴士A320等中型客機，國內線候機樓能满足500人同時候機。

## 历史
义乌机场1991年建成通航，经过1993年扩建。
2006年义乌机场新建航站区扩建工程，新建旅客航站楼、航管楼及通信、消防、供电、污水处理、办公、生活辅助用房等配套设施。工程于2006年10月22日开工，2009年4月10日投用。
2012年1月6日义乌机场国际航站楼工程项目正式启动，包括13436平方米的国际航站楼、1879平米的货运仓库和3个C类机位，同时还将改造原有的14157平米站坪、200.4米高架桥和4687.5平米的停车场。新建的国际航站楼分为上下两层，实行进出港旅客分流，计划于2013年10月正式投入使用。
2014年8月6日，国务院批复同意义乌机场航空口岸开放。
2014年义乌机场共完成总起降架次10749次，旅客吞吐量达到120.5万人次，货邮吞吐量5292吨。2015年机场开始进行飞行区改造工程：包括将跑道向南延长500米达到3000米、对升降带向东侧拓宽60米，同时新建民航平行滑行道约850米，对跑道、站坪及联络道盖被加厚，更新通讯导航设施及给排水、围界等工程。工程于2017年11月13日竣工投用，同时机场等级升为4D。

## 机场设备

### 航站楼
义乌机场目前共有两座航站楼，其中T1国内航站楼于2009年建成投用，建筑面积16379平方米。T2国际/港澳台航站楼于2014年建成投用，建筑面积13436平方米。

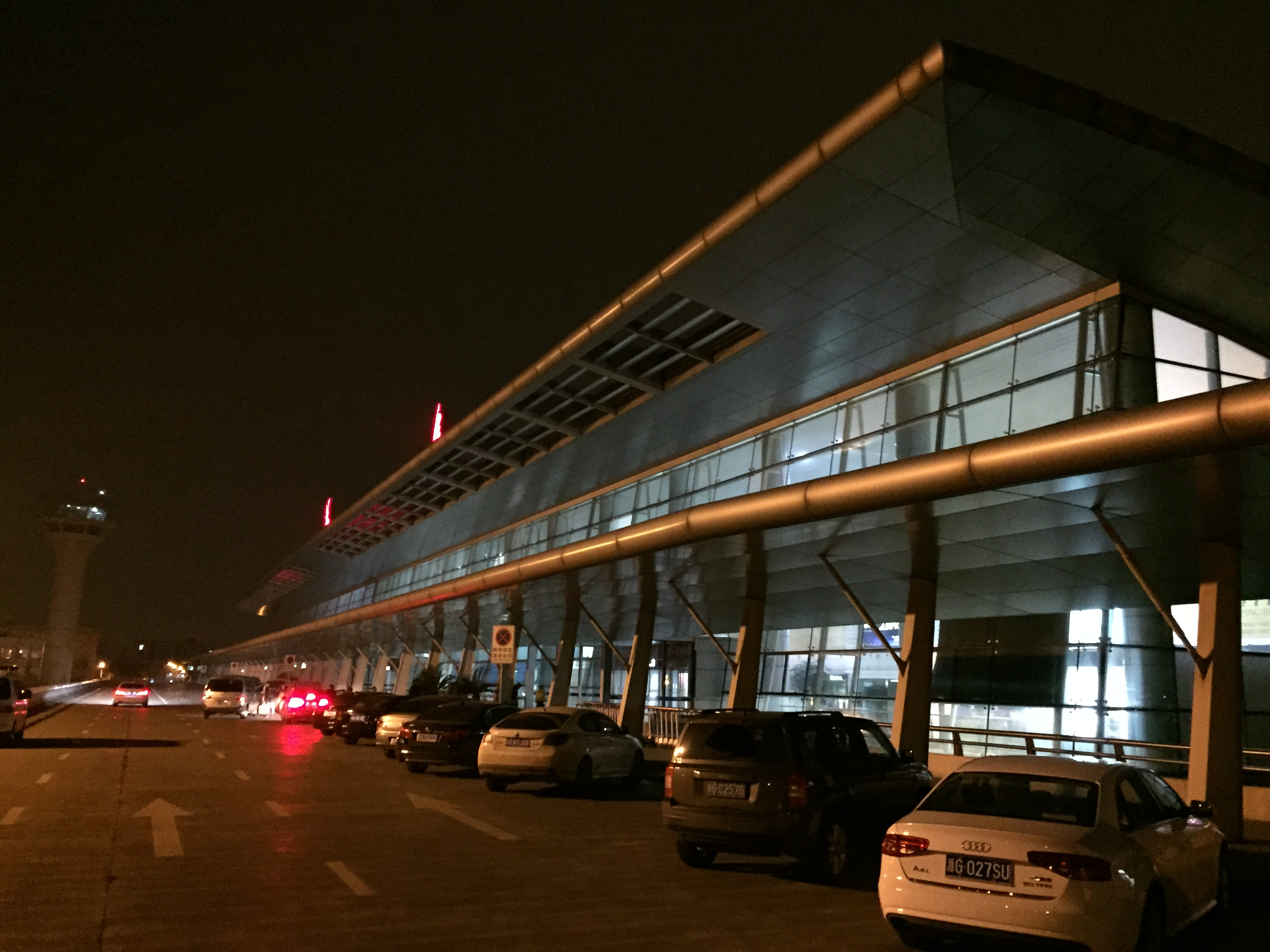
落客平台
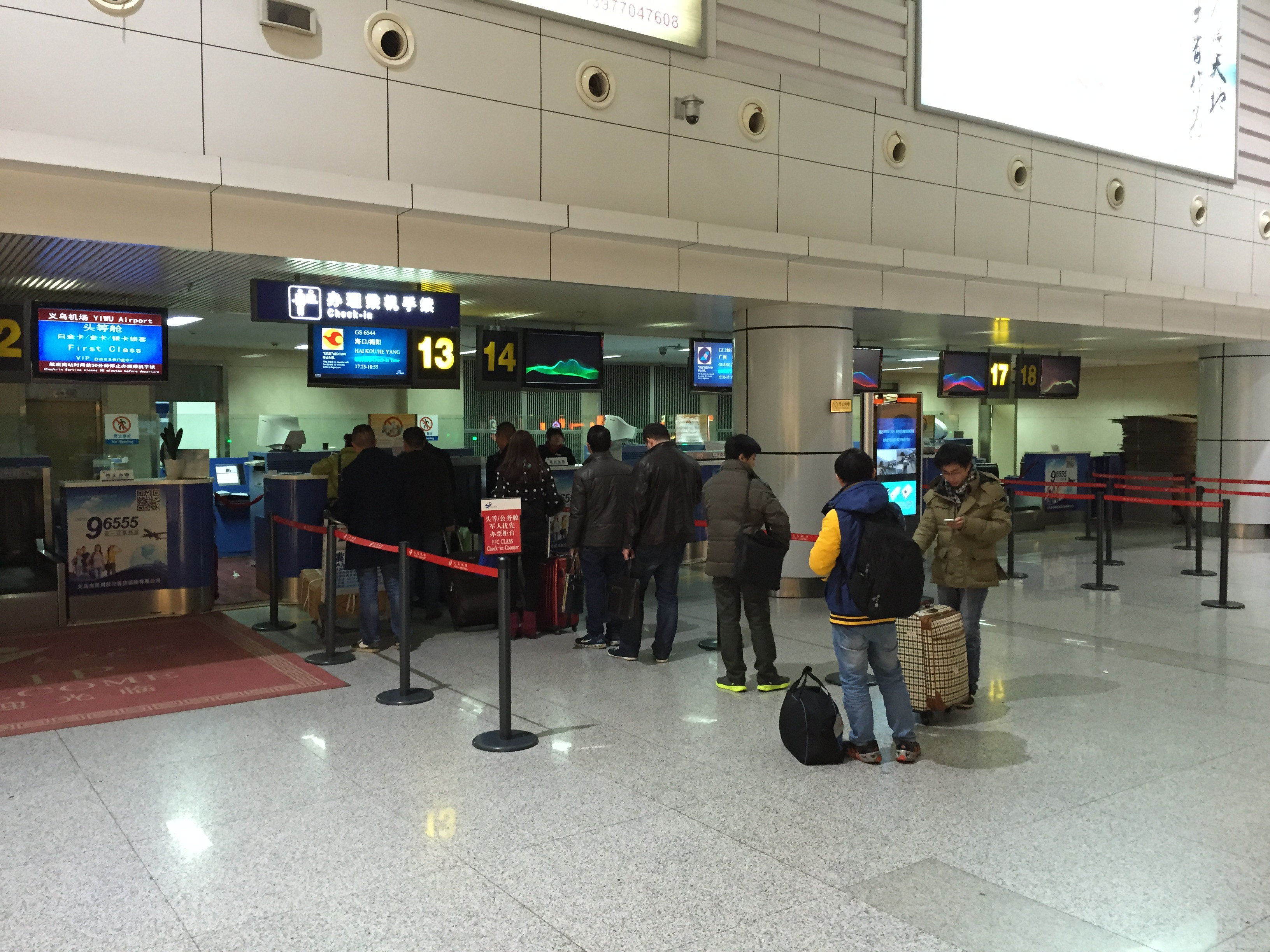
值机柜台
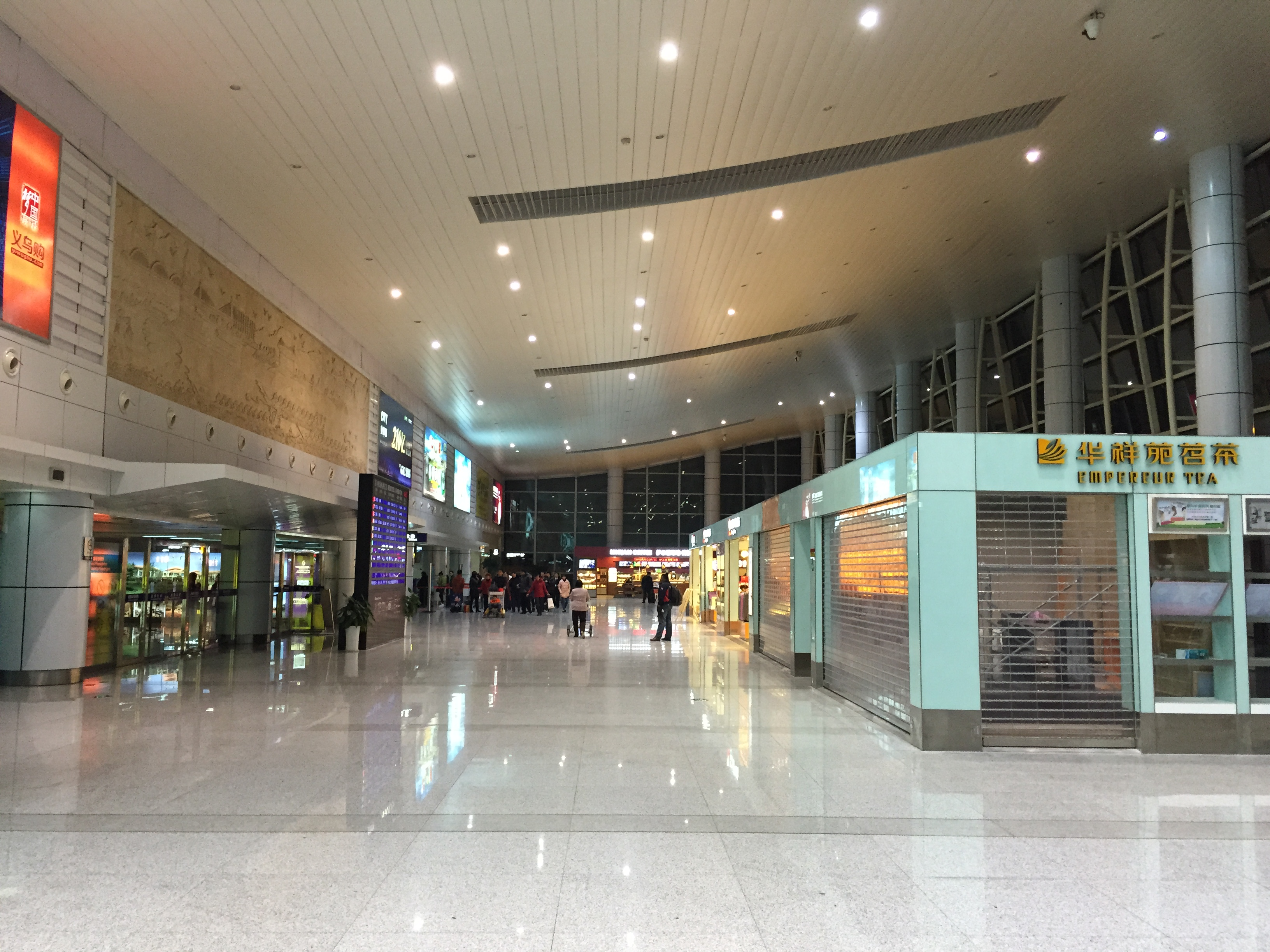
国内航班候机区

### 空中交通服务通信设施通信频率
塔台管制：118.5MHz（130.0MHz）
地面管制：129.45MHz

## 航空公司與航點

### 境內航線
| 航空公司           | 目的地 |
| ------------------ | --- |
| 中国南方航空（CZ） | 北京/大兴、重庆、广州、成都/天府、揭阳、深圳、沈阳、天津、郑州、珠海、三亚、长春、乌鲁木齐（直飞或经停郑州）、贵阳、西安、太原、巴中、海口 |
| 中国国际航空（CA） | 北京/首都、成都/天府 |
| 中国东方航空（MU） | 上海/浦东（2025年9月10日开办）、昆明、西安、武汉                                                                                           |
| 东海航空（DZ）     | 深圳 |
| 中国联合航空（KN） | 北京/大兴、石家庄、佛山 |
| 上海航空（FM）     | 揭阳 |
| 多彩贵州航空（GY） | 贵阳、成都/天府、重庆、宜宾 |
| 重庆航空（OQ）     | 重庆 |

### 港澳台/國際航線
| 航空公司           | 目的地 |
| ------------------ | ------ |
| 香港快運航空（UO） | 香港   |